# Suncus aequatorius
Suncus aequatorius är en däggdjursart som först beskrevs av Heller 1912.  Suncus aequatorius ingår i släktet Suncus och familjen näbbmöss. IUCN kategoriserar arten globalt som akut hotad. Inga underarter finns listade i Catalogue of Life.
Arten är bara känd från en mindre bergstrakt i södra Kenya. Den lever där i regioner mellan 1500 och 1600 meter över havet. Kanske förekommer arten även i Tanzania. Bergstrakten var ursprungligen täckt av skog men den har förändrats genom skogsbruk och etablering av jordbruksmark.
Denna näbbmus blir 66 till 85 mm lång (huvud och bål), har en 51 till 67 mm lång svans och väger 7,5 till 11 g. Den har 11,5 till 14 mm långa bakfötter och 5,5 till 9,5 mm långa öron. Den korta och mjuka pälsen på ovansidan bildas av hår som är grå vid roten och brun på spetsen. Huvudet kännetecknas av en rosa nos med vita morrhår och av ljusa öronen som nästan är nakna. Vid händer och fötter finns fem fingrar respektive tår som är utrustade med klor. Den smala svansen är delvis täckt med fjäll samt med vitaktiga hår.
Suncus aequatorius är i utbredningsområdet mera sällsynt än Crocidura hildegardeae och Crocidura jacksoni.